# Jozy Altidore
Josmer Volmy "Jozy" Altidore (Livingston, New Jersey, Amerikai Egyesült Államok, 1989. november 6. –) amerikai válogatott labdarúgó, a mexikói Puebla csatárja kölcsönben a New England Revolution csapatától.

## Pályafutása

### New York Red Bulls
Altidore az IMG Soccer Academy futballiskolában nevelkedett, majd 2006-ban draft útján került első profi csapatához, az akkor még New York/New Jersey MetroStars néven ismert New York Red Bullshoz. A 2006-os szezon nagy részét klubjától távol töltötte, mivel akkoriban érettségizett Floridában. 2006. augusztus 23-án, egy DC United elleni US Open Cup-meccsen debütált a felnőttek között. Szeptember 16-án, a Colombus Crew ellen szerezte meg első gólját egy távoli lövésből. Találata 1-0-s győzelmet ért a New Yorknak.
Egy héttel később a DC United, majd nem sokkal később a Chicago Fire ellen is betalált, ezzel ő is hozzájárult ahhoz, hogy csapata bejutott a rájátszásba. Ott ismét gólt szerzett a DC United ellen, ezzel ő lett a rájátszás történelmének legfiatalabb gólszerzője, 16 évesen és 337 naposan. A mérkőzés visszavágóján kezdőként lépett pályára, amivel ismét rekordot döntött: ő lett a rájátszás legfiatalabb kezdőként pályára lépő játékosa, 16 éves és 349 napos volt.

### Villarreal
2008. június 11-én a Villarreal körülbelül 7,4 millió euróért leigazolta, amivel ő lett az MLS legdrágábban eladott játékosa. Clint Dempsey rekordját döntötte meg, aki 2 millióért igazolt a Fulhamhez. Szeptember 14-én, a Deportivo La Coruña ellen debütált a La Ligában. November 1-jén gólt szerzett az Athletic Club ellen, amivel ő lett a spanyol élvonal első amerikai válogatott gólszerzője. November 30-án, a Recreativo Huelva ellen lépett pályára először kezdőként.
2009. január 30-án a másodosztály éllovasa, a Xerez kölcsönben leigazolta a szezon végéig. Április 16-án meg kellett operálni egy lábujjsérülés miatt, ez is az egyik oka, hogy egy meccsen sem játszott a Xerezben.
A Hull City 2009. augusztus 6-án az egész 2009/10-es szezonra kölcsönvette Altidore-t. Ha meggyőzően teljesít 6,5 millió fontért véglegesen is leigazolhatják. Négy nappal később megkapta a munkavállalási engedélyt is, így már augusztus 22-én, a Bolton Wanderers ellen bemutatkozhatott a Tigriseknél. Gólpasszt adott Kamel Ghilasnak, csapata végül 1-0-ra győzött. Három nap múlva megszerezte első gólját egy Southend United elleni Ligakupa-mérkőzésen.
2022. február 14-én ingyen csatlakozott a New England Revolution csapatához.

## Válogatott
Altidore 2007. november 17-én, Dél-Afrika ellen debütált az amerikai válogatottban. Második meccsén, Svédország ellen kiharcolt egy büntetőt, melyet Landon Donovan értékesített. 2008. február 6-án, Mexikó ellen megszerezte első gólját a nemzeti csapatban. 2009. április 1-jén, Trinidad és Tobago ellen klasszikus mesterhármast szerzett. Június 24-én a konföderációs kupa elődöntőjében gólt szerzett Spanyolország ellen, az amerikaiak végül 2-0-ra nyertek.

## Sikerei, díjai

### Klub
- AZ
  - Holland kupa: 2012–13
- Toronto FC
  - MLS bajnok: 2017
  - MLS alapszakasz győztes: 2017
  - Keleti főcsoport győztes: 2016, 2017, 2019
  - Kanadai kupagyőztes: 2016, 2017, 2018

### Válogatott
- Egyesült Államok
  - CONCACAF-aranykupa: 2017

## Fordítás
- Ez a szócikk részben vagy egészben  a   Jozy Altidore című angol Wikipédia-szócikk fordításán alapul.  Az eredeti cikk szerkesztőit annak laptörténete sorolja fel. Ez a jelzés csupán a megfogalmazás eredetét és a szerzői jogokat jelzi, nem szolgál a cikkben szereplő információk forrásmegjelöléseként.